# Зелигер, Освальд
Освальд Зелигер (нем. Oswald Seeliger; 1858—1908) — австрийский зоолог и эмбриолог.
В 1886 приват-доцент в Берлине, в 1898 — профессор зоологии в Ростоке. Научная деятельность Зелигера касалась преимущественно истории развития беспозвоночных животных и в особенности оболочников.
Научные работы Зелигера: 
- «Entwicklungsgeschichte der sozialen Ascidien» (1884—1885),
- «Die Knospung der Salpen» (1885);
- «Zur Entwicklungsgeschichte der Pyrosomen» (1889);
- «Studien zur Entwicklungsgeschichte der Crinoiden» (1892);
- «Natur und allgemeine Auffassung der Knospenfortpflanzung der Metazoen» (1896) и др.